# 労働保険審査官及び労働保険審査会法
労働保険審査官及び労働保険審査会法（ろうどうほけんしんさかんおよびろうどうほけんしんさかいほう、昭和31年6月4日法律第126号）は、日本の労働保険における不服申立ての手続きに関する法律である。
1956年6月4日に公布された。
労働保険関係に係る不服申立てに対する審査を扱わせる機関として、厚生労働省の職員である労働保険審査官（労働者災害補償保険審査官と雇用保険審査官の総称）と、厚生労働省内に設置される労働保険審査会の二階建て構造となっている。所管する各法令により、一部の不服申立てについては本法に基づく審査請求を経た後でなければ処分の取消しの訴えは提起できないことになっている。

## 構成
- 第一章 労働保険審査官
  - 第一節 設置（第1条 - 第6条）
  - 第二節 審査請求等の手続（第7条 - 第24条）
- 第二章 労働保険審査会
  - 第一節 設置及び組織（第25条 - 第37条）
  - 第二節 再審査請求の手続（第38条 - 第51条）
- 第三章 罰則（第51条の2 - 第54条）
- 附則